# El Ateneo Grand Splendid
El Ateneo Grand Splendid är en bokhandel i Buenos Aires i Argentina som har inretts i en tidigare teater. Den utsågs till en av världens bästa boklådor av tidningen The Guardian år 2008 och har kallats världens vackraste bokhandel.
När film- och musikproducenten Max Glücksman öppnade Teatro Gran Splendid den 14 maj 1919 hade teatern plats för 1 050 åskådare. Den var rikt utsmyckad med bland annat takmålningar av italienska Nazarino Orlandi. Repertoaren bestod av tangomusik med bland andra Carlos Gardel och Francisco Canaro. Från 1923 direktsändes musiken också på teaterns egna radiokanal Radio Splendid. År 1926 byggdes teatern om till en biograf som bland annat visade Argentinas första ljudfilmer.
Biografen stängde 4 december 2000 och den kulturskyddade byggnaden byggdes om till bokhandel under ledning av arkitekt Fernando Manzone. Biografstolarna ersattes av bokhyllor, logerna omvandlades till läshörnor och ett kafé inreddes på scenen. Takmålningarna, sniderierna, den karmosinröda ridån och ljuskronorna har bevarats.

## Galleri

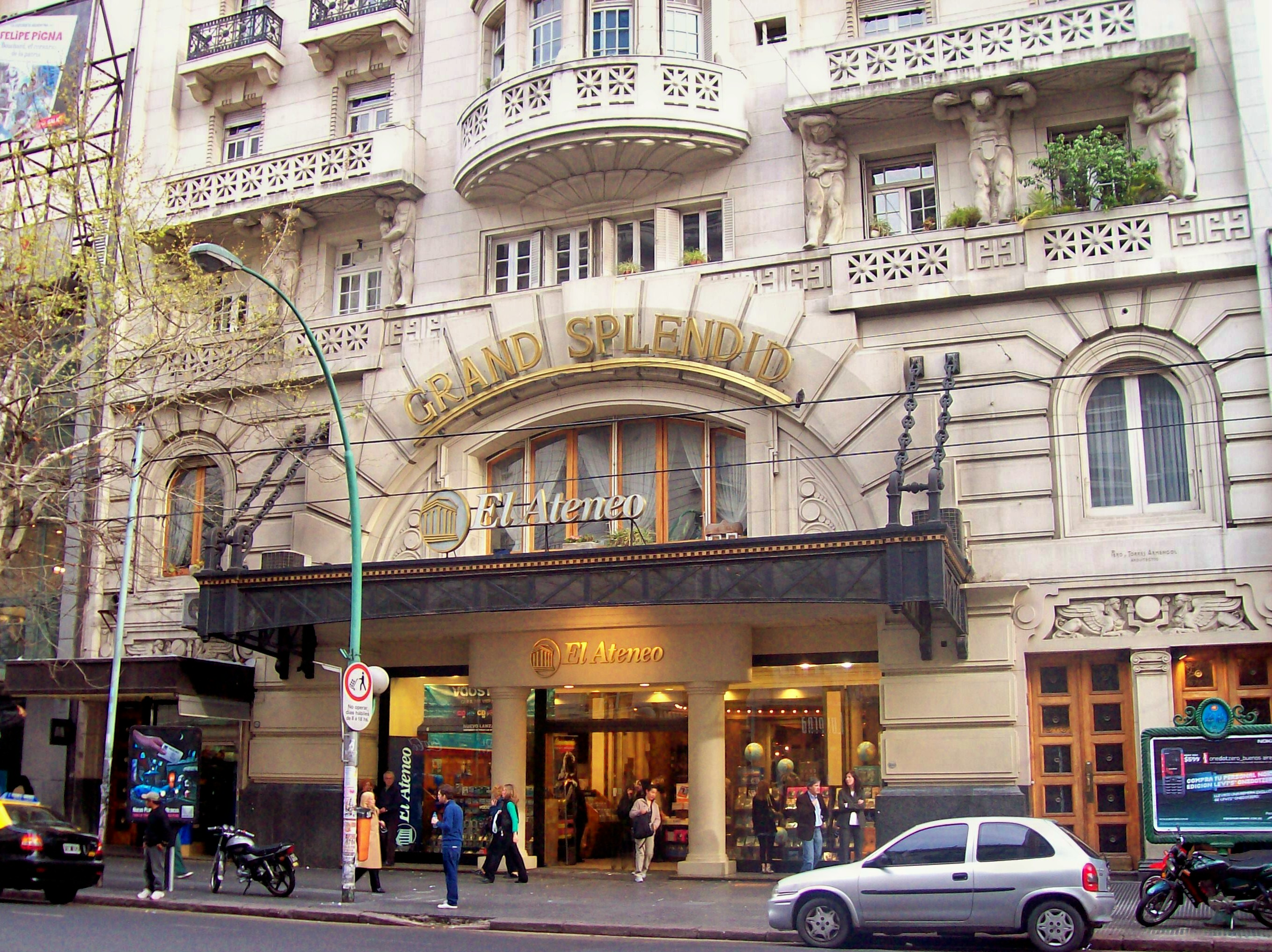
Exteriör.
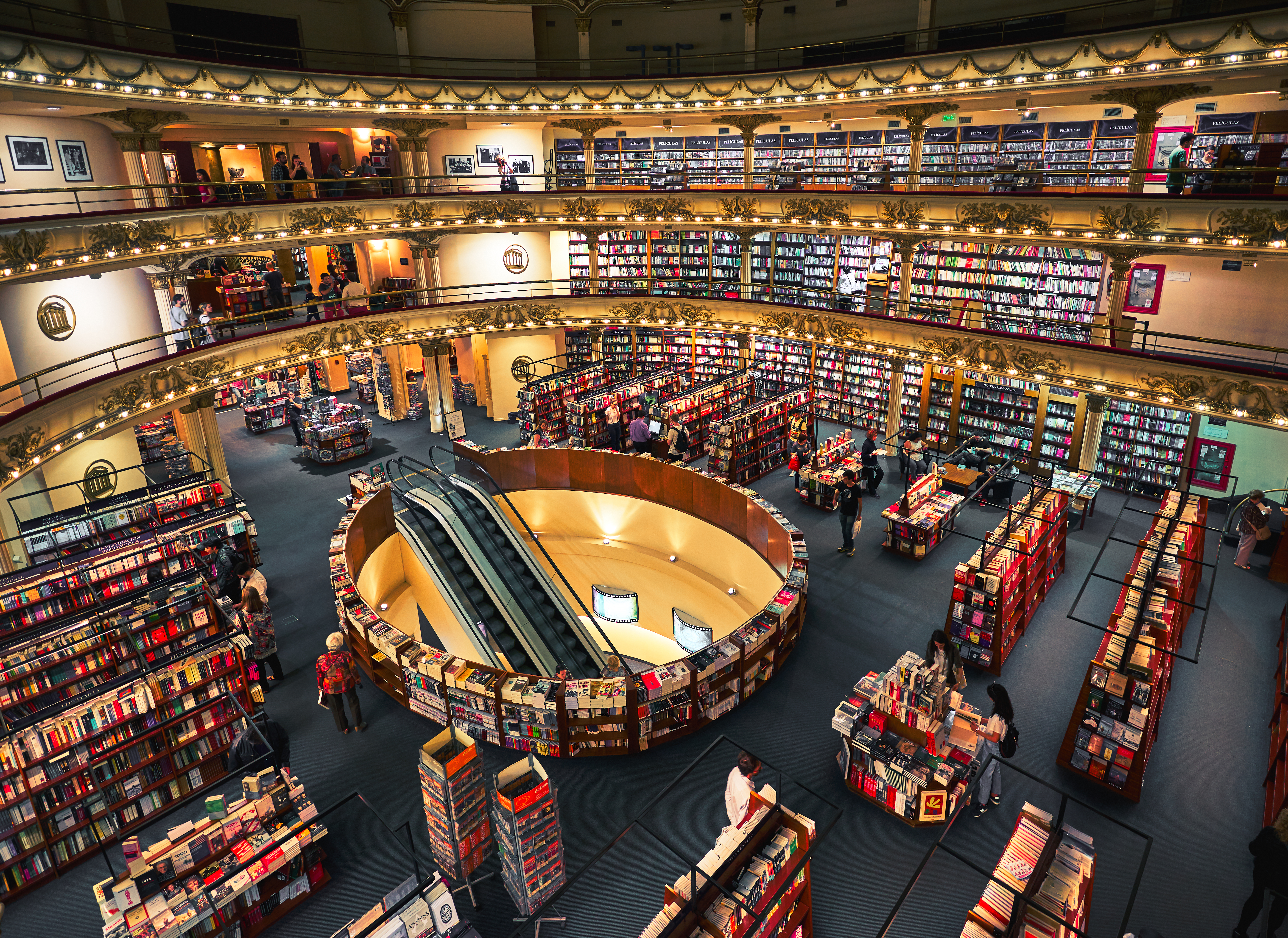
Inredning.
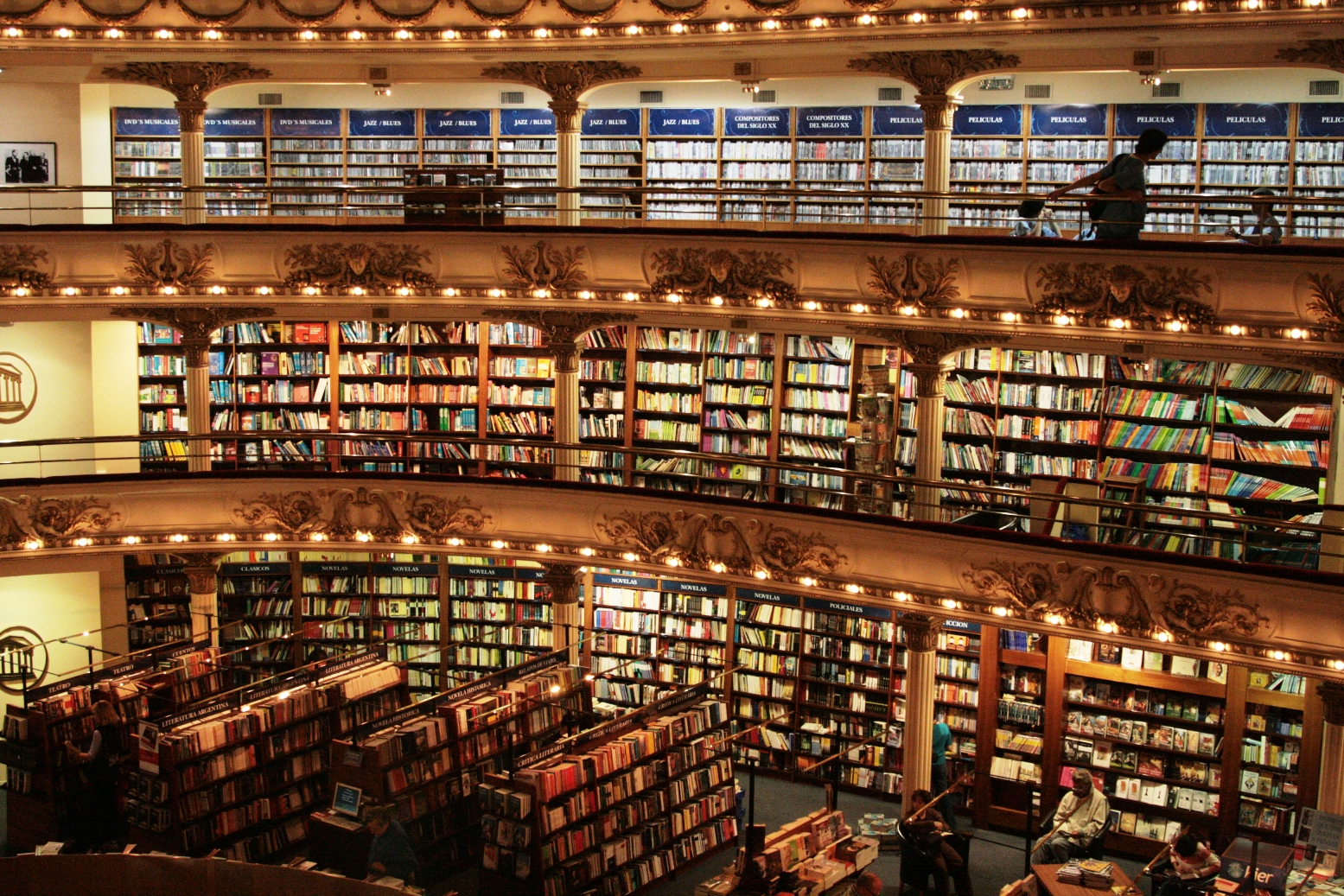
Bokhyllor.
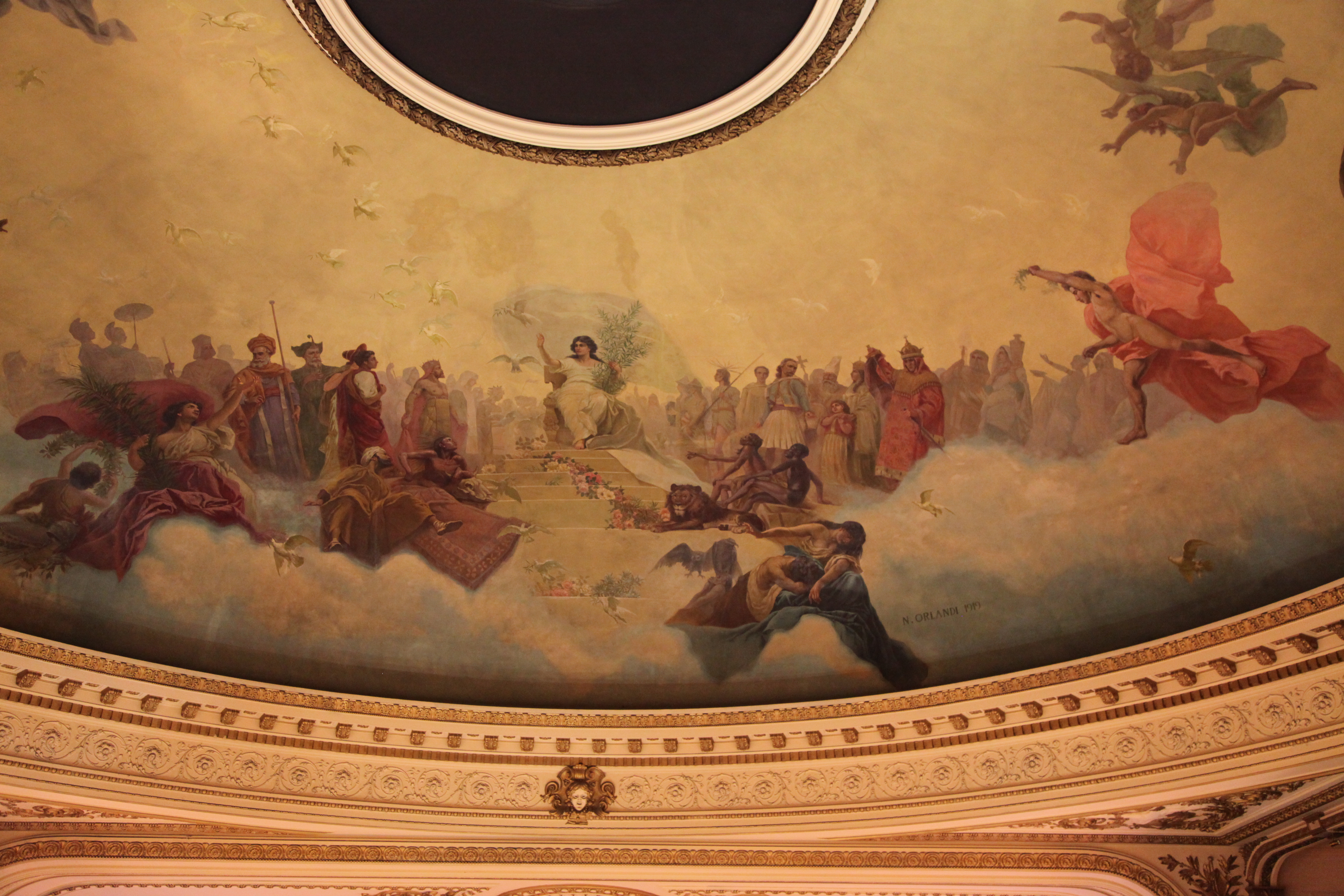
Takkupolen.